# اکسیداز

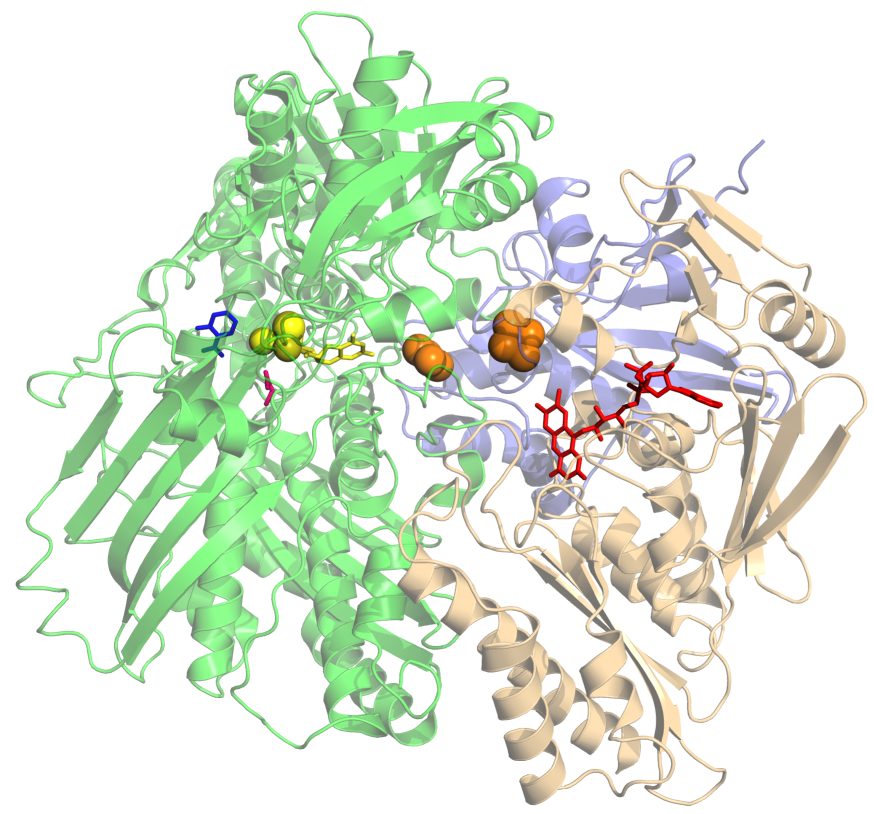
اکسیدازها

اکسیدازها آنزیم‌هایی هستند که واکنش‌های اکسیداسیون را کاتالیز (تسهیل) می‌کنند. در زیست‌شیمی یک اکسیدورداکتاز آنزیمی است که انتقال الکترون را از یک مولکول (احیاکننده) به مولکول دیگر (اکسیدان) کاتالیز می‌کند
A– + B → A + B–

## موجودات زنده
در بدن انسان اکسیدازها اغلب برای متابولیسم مواد به‌کار می‌روند مانند سیتوکروم اکسیدازها که در میتوکندری هستند یا مونوآمین اکسیدازها که در مغز هستند، سیتوکروم پی۴۵۰ اکسیداز و گلوکز اکسیداز.
باکتری‌ها اصولاً به دو روش انرژی تولید می‌کنند یا با تخمیر یا با اکسیداسیون مواد آلی که این گروه از باکتریها آنزیم اکسیداز دارند و اصطلاحاً اکسیداز مثبت هستند. اگر باکتری آنزیم سیتوکروم اکسیداز داشت (مانند پسودومونا یا گونوکوک) در صورت مجاورت با رنگ‌های احیاشونده مانند تترا متیل پی فنیلین دی آمین آن را احیا نموده به رنگ بنفش تغییر رنگ می‌دهد و اگر اکسیداز منفی باشد (مانند آسینتوباکتر) تغییر رنگ نداریم.